# 陳勝國
陳勝國（1954年7月2日—），臺灣屏東縣萬丹鄉人，歌仔戲演員、編劇、導演，為「明華園黃字戲劇團」創始團長，也是現任明華園戲劇總團總編導。其口述歌仔戲外台戲劇本達300多齣，劇場歌仔戲劇本50餘齣。曾於1995年獲十大傑出青年薪傳獎、2018年獲國家文藝獎。

## 生平
陳勝國的父親是明華園戲劇團創辦人陳明吉，母親是明華園的小旦許秀花。
他在童年時期就展現故事編創能力，喜愛閱讀漫畫、小說、演義，並且自己繪製漫畫。初一時，臨時救場，上台頂替擔綱武生，從此展開演出。18歲時，家族戲班聘請的講戲先生才講兩本《七俠五義》就無法再來，陳明吉老團主讓陳勝國頂替講戲，自此開始講戲工作。
28至30歲期間曾於哥哥陳勝福經營的「佳譽電影公司」擔任場記，接觸電影製作，學習電影快節奏的說故事技巧。
陳勝國長期擔任明華園戲劇團編劇、導演、演員，於40歲推出編導歌仔戲作品《燕雲十六州》後，不再兼任演員，改以編導工作為主，現為明華園戲劇總團總編導。
民國86年明華園創團團長陳明吉過世，其七子一女於1998年另外成立天、地、玄、黃、日、月、星、辰等分團，陳勝國擔任黃字團團長。陳勝國育有六男一女，目前已將「明華園黃字戲劇團」團長職務傳承與兒子陳子陽。

## 創作風格
陳勝國的外臺口述「幕表戲」劇本達300多齣，劇場歌仔戲劇本50餘齣，以八仙系列、濟公系列較為著名。作品常關注中下階層角色，貼近基層觀眾情感。導演方式常取材電影蒙太奇分鏡手法，或學習意識流文學技巧，讓演出節奏明快，符合現代觀眾欣賞步調。
陳勝國創作的劇目，題材不局限於傳統的忠孝節義，也會將當代社會關注議題納入其中，使觀眾有新的感受。即使是重新整理傳統故事，他也較注重將劇情視覺化、精簡化，強化「看戲」而非「聽戲」的傳統戲曲欣賞模式。

## 榮譽
1973年以《雙槍陸文龍》獲得地方戲劇比賽最佳武生獎及編導獎。其後，個人歌仔戲編導作品，又四度獲得該賽事的冠軍及最佳編導獎，包括：1982年《父子情深》、1984年《濟公活佛》、1986年《搏虎》、1987年《劉全進瓜》。
1995年榮獲十大傑出青年薪傳獎）。
2018年榮獲國家文藝獎。